# Thandwe
Thandwè (birm. သံတွဲမြို့ /θàɴdwɛ́ mjo̰/; ang. Sandoway) – miasto w stanie Arakan w najbardziej na zachód wysuniętej części Mjanmy. 
Thandwè jest bardzo starym miastem, a w pewnym okresie było stolicą Arakanu. Obecnie stanowi centrum administracyjne dystryktu Thandwè o powierzchni 9 801 km². Thandwè położone jest nad rzeką Thandwè, na wyżynnym terenie u stóp Gór Arakańskich. Według szacunków z 2012 r. w mieście zamieszkuje 61 261 osób .
W mieście znajduje się międzynarodowy port lotniczy obsługujący między innymi ruch turystyczny na pobliską plażę Ngapali. 

## Klimat
Thandwè położone jest w strefie klimatu tropikalnego monsunowego (według klasyfikacji klimatu Köppena – Am). W ciągu całego roku panują w nim wysokie temperatury. Pora sucha trwa od listopada do kwietnia, a pora wilgotna od maja do października. Od czerwca do sierpnia miasto nawiedzają ulewne deszcze, a w czerwcu, lipcu i sierpniu miesięczna wielkość oparów przekracza 1200 mm.
| Miesiąc                            | Sty  | Lut  | Mar  | Kwi  | Maj  | Cze  | Lip  | Sie  | Wrz  | Paź  | Lis  | Gru  |
| ---------------------------------- | ---- | ---- | ---- | ---- | ---- | ---- | ---- | ---- | ---- | ---- | ---- | ---- |
| Średnie temperatury w dzień [°C]   | 30.5 | 31.8 | 33.4 | 34.5 | 33.6 | 30.1 | 29.3 | 29.2 | 30.7 | 32.3 | 32.3 | 31.0 |
| Średnie temperatury w nocy [°C]    | 12.2 | 12.9 | 17.3 | 22.4 | 24.5 | 23.8 | 23.5 | 23.5 | 23.4 | 22.8 | 19.8 | 14.9 |
| Opady [mm]                         | 2    | 1    | 1    | 17   | 299  | 1299 | 1408 | 1404 | 614  | 206  | 64   | 8    |
| Źródło: HKO (1961-1990) 2014-03-29 |      |      |      |      |      |      |      |      |      |      |      |      |